# 미리오케팔론 전투
미리오케팔론 전투는 1176년 9월 17일 동로마 제국과 룸 술탄국이 프리기아에서 벌인 전투이다. 이 전투는 동로마가 대패하였으며, 동로마 제국은 셀주크 투르크에 빼앗긴 아나톨리아의 영토를 마지막으로 회복하고자 시도하였으나 결국 실패하였다.

## 배경
비잔티움 제국 황제 마누엘 1세 콤네노스와 룸의 술탄 킬리지 아르슬란 2세는 1170년대 동안 평화를 유지하고 있었다. 그러나 룸 셀주크는 소 아시아 지방의 서쪽으로 영토를 확장하고 싶었고, 비잔티움 제국은 100년 전 만지케르트 전투로 잃어버린 영토를 탈환하고자 동쪽으로 진출하려 하여, 두 나라의 평화는 위태로웠다. 마누엘은 킬리키아를 탈환하는 데 성공했고, 십자군령 안티오케이아 공국도 1174년 알레포의 아미르 누르 앗 딘이 죽으면서 운신의 폭이 넓어졌다. 누르 앗 딘의 후계자 살라흐 앗 딘은 비잔티움 제국과 경계를 이루는 영토보다는 이집트 쪽에 더 많은 관심을 기울였으며, 이에 따라 셀주크 투르크는 강력한 동맹자를 잃게 되었다. 1175년 킬리지 아르슬란이 그의 적 다니슈멘드로부터 빼앗은 땅을 돌려주길 거부하면서 평화가 깨졌다.

## 진군
마누엘 1세 콤네노스는 군대를 모병하였는데 병력이 많아 행렬이 약 10 마일까지 늘어져 있었다고 한다. 이렇게 모은 대군은 라오디케아와 코나이, 안티오케이아를 거쳐 룸 셀주크의 국경으로 향했다. 아르슬란은 협상을 시도했으나 마누엘 황제는 그의 우위를 확신하고 있어 평화 회담을 거부했다. 마누엘은 안드로니코스 바탈체스 휘하의 군대를 아마시아로 보내고, 본대는 이코니온에 있는 룸 셀주크의 수도 콘야를 향하여 계속 진군하였다. 본대와 안드로니코스가 지휘하는 별동대가 진군하는 길은 모두 수풀이 우거진 지역이었고, 룸 셀주크 군대는 쉽게 매복하여 복병을 배치할 수 있었다. 아마시아로 향한 별동대는 복병을 만나 거의 괴멸되었다. 룸 셀주크 군은 미리오케팔론 전투 중 안드로니코스의 머리를 창끝에다 꿰어 비잔티움 군이 볼 수 있도록 걸어두었다.
룸 셀주크 군이 별동대를 격파한데다, 보급되는 물의 수질이 나빠 마누엘 군대는 어려움을 겪었다. 아르슬란은 비잔티움 군대를 메안데르 계곡, 특히 미리오케팔론의 요새 근처에 있는 치브리체 산을 건너게 하기 위해 계속적인 복병과 기습으로 괴롭혔다. 마누엘 이곳에서 좀 더 많은 복병이 있을 수 있고, 그의 할아버지 알렉시오스 1세가 예전에 승리를 거둔 필로멜리온의 벌판으로 룸 셀주크 군을 끌어들이는 시도를 할 수 있었음에도 불구하고, 이곳에서 공격을 결심했다. 마초와 물의 부족, 그리고 이질이 퍼지고 있는 상황은 마누엘 황제로 하여금 복병의 위험에도 불구하고 작전을 강행하도록 한 것으로 보인다.

## 전투
비잔티움 제국군은 25,000명으로 추정되나, 하든은 25,000-30,000명으로 버켄하이머는 40,000명으로 추산한다. 비잔티움 제국의 군대에는 마누엘의 친척 헝가리의 벨러 3세가 보낸 헝가리의 동맹군도 포함되어 있었고, 봉신인 안티오케이아 공국에서 보낸 병력도 있었다. 룸 셀주크군의 군세를 평가하는 것은 불가능하다. 비잔티움 군은 계곡을 건너기 위해 몇 개의 부대로 나뉘어 있었다. 보병이 대부분으로 이루어진 선봉대(다른 부대들은 보병과 기병의 혼성부대로 이루어져 있었다.), 본대(동부와 서부의 타그마타로 이루어져 있었다.)가 선봉의 뒤를 따랐고, 마누엘의 처남 안티오케이아의 보두앵이 지휘하는 우익(안티오케이아 공국과 다른 서방인 군대로 구성되어 있었다.)의 뒤를 보급품과 공성기들이 따라왔다. 그 다음을 테오도로스 마브로조메스와 요한네스 칸타쿠제노스가 지휘하고 황제와 그가 선별한 군사들이 위치한 좌익이 따랐고, 최후방은 경험많은 장군 안드로니코스 콘토스테파노스(Andronikos Kontostephanos) 휘하의 부대가 맡았다.

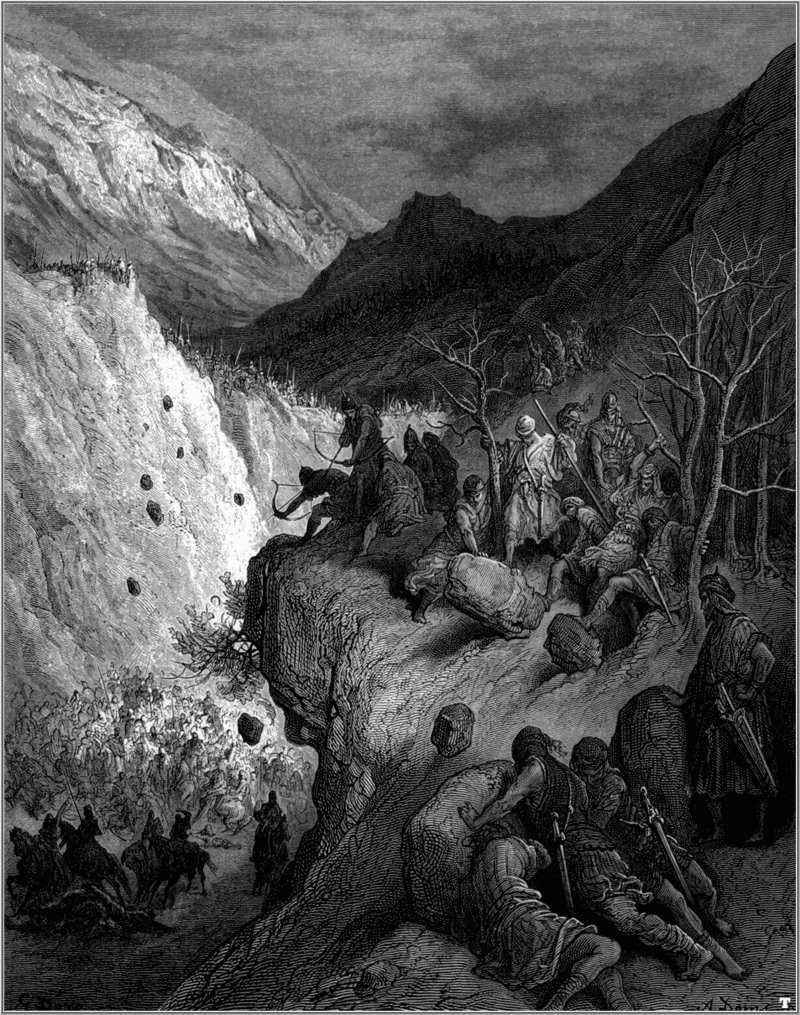
이 그림은 구스타브 도레가 미리오케팔론의 길에 매복한 투르크군을 보여주고 있다. 이 매복으로 콘야가 함락되어 마누엘의 희망은 무너졌다.

비잔티움 군 선봉대는 아르슬란의 군대와 마주쳐, 별다른 피해를 입지 않고 돌파에 성공했고, 본대도 마찬가지였다. 아마 룸 셀주크군은 아직 확실하게 전투대형을 편성하지 못했던 것 같다. 선봉과 본대가 계곡을 거의 돌파했을 무렵, 후방은 이제야 막 계곡에 돌입하고 있었다. 이는 룸 셀주크 군으로 하여금 잔여부대들에게 그들이 쳐 놓은 함정에 근접하도록 하게 해 주었다. 고지대에서부터 움직이기 시작한 룸 셀주크 군은 공격을 시작했고, 특히 비잔티움 제국군의 우익에 가해졌다. 우익은 빠른 속도로 분쇄되고 격파 당했으며, 도망치는 병사들은 다른 병사들까지 도망치게 만드는 등 공포가 전염되었다. 우익은 많은 사상자를 입었고, 그들의 사령관 보두앵(Baldwin)은 전사했다. 룸 셀주크군은 그들의 공격을 보급물자와 공성기에 집중하여 물자를 운송하는 말을 활로 쏴 쓰러트리거나 마차가 움직여야 하는 길을 봉쇄하였다. 좌익부대 역시 룸 셀주크군의 공격으로 심각한 사상자를 입었으며, 좌익의 사령관 얀 칸타코우제노스는 룸 셀주크의 병사 여러 명과 홀로 싸우다가 전사했다. 비잔티움 군의 잔여부대는 그들 앞에서 벌어진 대학살과 후방에 가해진 룸 셀주크 군의 공격으로 패닉상태에 빠졌다. 갑자기 눈을 가릴 정도의 먼지바람이 불어오자, 비잔티움 군은 이 먼지바람이 룸 셀주크 군 역시 혼란시켰음에도 불구하고, 사기와 조직력을 재정비할 수 없었다. 이때 마누엘 황제는 자신감의 위기를 겪는 듯이 했으며, 전해지는 말에 따르면 주저 앉아서 수동적으로 자신과 자신의 군대에게 처해진 운명을 기다리는 듯 했다고 한다. 황제는 그의 장교들의 격려로 정신을 차리고, 군율을 회복하고, 군대를 재정비하여 방어진형을 형성하였고, 이렇게 재 정비된 비잔티움 제국군은 보급물자들이 널브러져 걷기가 힘든 상황이 된 계곡의 길을 빠른 속도로 돌파했다. 이렇게 돌파하여, 후방의 부대는 얀(Jhon)과 안드로니코스 안겔로스(Andronikos Angelos), 콘스탄틴 마크로두카스(Constantine Makrodoukas), 그리고 안드로니코스 라파르다스(Andronikos Lapardas)가 지휘하며 별다른 피해를 입지 않은 상태에서 계곡을 돌파하여 요새화된 진영을 구축한 상태에 있던 선봉부대와 본대에 합류할 수 있었다. 안드로니코스 콘토스테파노스가 지휘하던 후방부대도 황제가 지휘하던 부대보다 덜 피해를 입은 상태로 진영에 도착하였다.
밤 동안 비잔티움군은 셀주크군의 기마궁수들의 공격을 성공적으로 격퇴하였다. 코니아테스(Choniates)의 기록에 따르면 마누엘 황제는 그의 병사들을 버리고 도망치려 하였으나, 이름 모를 병사의 낙서와 충격을 받은 콘토스테파노스의 격렬한 반대에 부끄러움을 느꼈다고 한다. 그러나 이 사실은 마누엘 황제가 전장에 있을 때보다, 그의 군대 한 가운데에 있을 때 더 위험한 상태였다는 것을 보여주는 역사가의 수사학적 과장을 보여주는 것이다. 다음날 룸 셀주크군은 비잔티움 군 진영을 포위하여 활을 쏘아댔고, 마누엘 황제는 두 번의 반격명령을 내려 이를 각각 얀 안젤로스와 콘스탄틴 마크로두카스에게 맡겼으나, 전체적인 상황에서 변화는 없었다.

## 결과
양측은 확실하게 그 피해 정도를 파악하기 힘들기는 해도 일단 많은 피해를 입었다. 비잔티움 군이 전투 후에 퇴각할 때, 그들은 머리와 성기 부분이 잘린 시체들을 볼 수 있었는데 "이는 할례를 한 룸 셀주크 군대와 할례를 안 한 비잔티움 군대를 비교할 수 없도록 룸 셀주크 군대가 사용한 방법으로 양측 모두 많은 병사들이 쓰러졌기 때문에, 어느 쪽이 승리를 했는가는 논쟁거리가 되고 있다." 비잔티움군의 중요한 공성기들은 탈취당하거나 파괴당했다. 룸 셀주크의 수도 이코니움에 대한 공략을 시도도 못한 비잔티움군은 전역을 계속할 수 없었다. 또 셀주크 술탄 역시 병력을 회복하기 위해 가능한 한 빠른 평화를 원하고 있었기에, 아르슬란은 가브라스(gabras)라는 이름의 사자에게 니사에안(Nisaean)의 전투마와 검을 지참하여 마누엘에게 보내 평화 조약 협상을 하게 하였다. 협상의 결과로 비잔티움군은 방해를 받지 않고 퇴각할 수 있었고, 마누엘 황제는 요새를 파괴하고, 비잔티움과 룸 셀주크의 국경에 있는 도릴라리움(Dorylaeum)과 수블라이움(Sublaeum)의 요새의 수비병들을 철수시켰다. 그러나 킬리지 아르슬란가 신의를 지키겠다고 단언했음에도 불구하고, 퇴각을 하던 비잔티움 군세는 룸 셀주크의 킬리지 아르슬란이 제대로 제어를 하지 못하던 투르코만(Turcoman) 부족의 습격으로 고통 받았다. 이는 술탄이 1162년에 체결된 조약을 지키는 데 실패했던 것처럼 마누엘 황제로 하여금 그들이 맺은 조약을 이행하지 않는 핑계를 만들어 주었다. 그러므로 마누엘 황제는 덜 중요한 수블라에움의 요새는 헐어버리는 대신, 도릴라에움의 요새는 전혀 손을 대지 않았다.

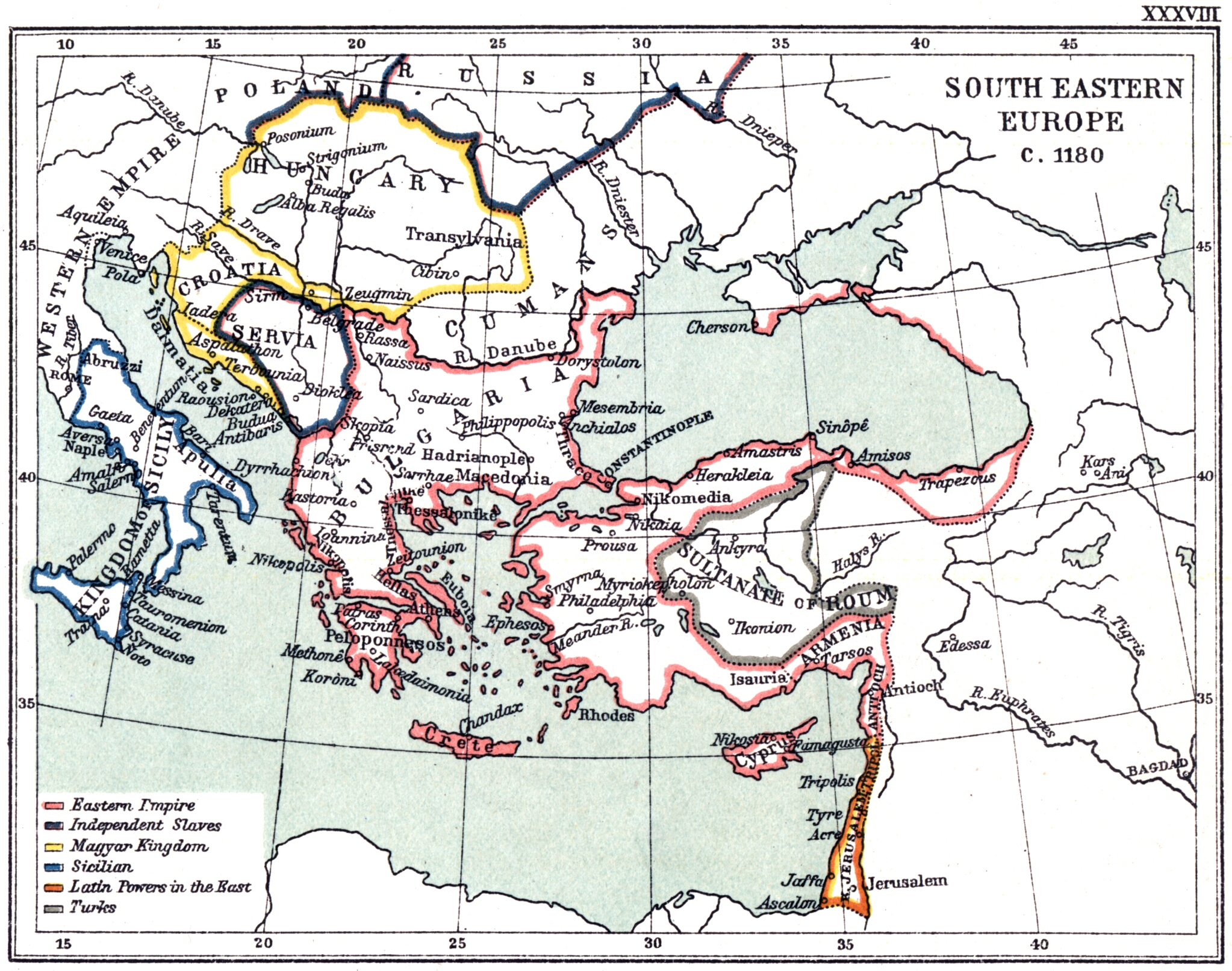
비잔티움 제국의 지도에서 미리오케팔론의 위치를 표시하였다

마누엘 황제는 자신의 처지를 만지케르트의 패배에 비교하며, 콘스탄티노플에 자신의 운명을 로마누스 디오게네스(Romanos Diogenes)의 운명과 연결 짓는 편지를 보냈다. 그러나 같은 편지에서 마누엘 황제는 "훌륭한 조약이 술탄과 맺어졌다. 그는 적들을 두렵게 하기 위해서 그들의 눈앞에서 바람에 나부끼는 자신의 군기 앞에서 조약을 채결한 것을 자랑하였다"라고 기술하였다. 일반적으로 술탄이 먼저 마누엘에게 사자를 보내 평화협정을 제안했으며, 반대가 아니라는 것은 확실시 되고 있다. 이는 킬리지 아르슬란이 확실히 우위에서 협상을 진행했음에도 불구하고, 비잔티움 제국군을 확실하게 격파할 능력이 없었다는 것을 결론을 내리게 한다. 킬리지 아르슬란이 다시 전투를 하길 꺼려했던 것은 그의 비정규 군세 대부분이 전투를 계속하는 것보다 약탈을 계속하는 데에 흥미가 있었고 결국 군대를 이탈하여 룸 셀주크 군대가 많이 약화되었기 때문으로 추정된다. 미리오케팔론은 비록 비잔티움 제국의 큰 패배이기는 했지만, 비잔티움 제국군의 군사력에 실질적인 영향을 끼치지는 않았다. 이는 다음해에 메안데르 강가에서 벌어진 히엘리온과 레이모케이르 전투(Hyelion and Leimocheir)에서 룸 셀주크군을 격파한 비잔티움 군의 고귀한 승리에서 근거를 찾을 수 있다. 마누엘 황제는 소규모 전투에서 셀주크 군과 교전하여 승리를 거두었고, 1179년 좀 더 유리한 조약을 맺을 수 있었다. 그러나 만지케르트와 같이 미리오케팔론은 중요한 사건으로 아나톨리아에 있던 두 세력 간의 힘의 균형을 서서히 바꾸어서, 마누엘 황제는 룸 셀주크에 대하여 공세적인 대규모 전략적 원정을 계획하지 못하고, 계속 수세적인 입장에 놓이게 되었다.
미리오케팔론은 군사적인 충격보다 정신적인 충격을 좀 더 만이 주었는데, 정신적인 충격이란, 비잔티움 제국이 중앙 아나톨리아에서, 마누엘의 치세동안 이루어진 공세에도 불구하고, 셀주크 군을 격파하지 못했다는 것이다. 본질적으로 문제는 미리오케팔론 전투 이전 마누엘 황제 자신이 룸 셀주크에 대한 공세를 강화하는 문제 대신 이탈리아와 이집트에 대한 원정에 마음을 빼앗겨 버린 것이었다. 이는 술탄으로 하여금 술탄의 라이벌을 제거하고 비잔티움 제국의 군대와 야전을 벌일 능력을 지닌 군대를 건설할 시간을 주었다. 룸 셀주크는 군을 제건할 시간적 여유가 없었을 때에는, 전투는 일어나지 않았다. 게다가 전역동안 마누엘 황제는 진군할 곳에 적절한 정찰병을 보내는 데 실패하고, 그의 고위 장교들의 조언을 듣지 않는 등 많은 심각한 전술적 실책을 거듭하였다. 이러한 실패는 마누엘 황제와 비잔티움 제국의 군대를 고전적인 복병작전에 그대로 말려들게 하였다.
마누엘 황제의 죽음 이후, 황위는 공석이 되고, 그 후 누구도 동방에 대한 공세에 착수하지 않았다. 이로 인해, 미리오케팔론의 패배는 최종적으로 제국이 영원히 잃어버리게 된 아나톨리아를 회복하기 위한 시도의 마지막이 되어버렸다.

## 참조

#### 1차 사료
- Choniates, Niketas. Historia. English translation: Magoulias, H. (O City of Byzantium: Annals of Niketas Choniates). Detroit, 1984. ISBN 0-8143-1764-2

#### 2차 사료
- Angold, Michael (1997). 《The Byzantine Empire, 1025–1204》. Longman. ISBN 0-582-29468-1.
- Bradbur, Jim (2004). 《The Routledge companion to medieval warfare》. Routledge.
- Finlay, George (1877). 《A History of Greece Vol III》. Oxford: Clarendon Press.
- Haldon, John (2001). 《The Byzantine Wars》. Tempus. ISBN 0-7524-1777-0.
- Magdalino, Paul (1993). 《The Empire of Manuel I Komnenos, 1143-1180: 1143 - 1180》. Cambridge University Press. ISBN 0-521-52653-1.
- Treadgold, Warren (1997). 《A History of the Byzantine State and Society》. Stanford University Press. ISBN 0-804-72630-2.